# Herten (Rheinfelden)
Herten ist ein Ortsteil der Stadt Rheinfelden (Baden) im Landkreis Lörrach im Südwesten Baden-Württembergs. Die ehemals selbständige Gemeinde wurde am 1. Oktober 1973 eingemeindet und ist von allen sieben Ortsteilen nach Einwohnern der größte.

## Geografie

### Lage
Herten ist der westlichste Stadtteil Rheinfeldens und liegt auf einer Auenterrasse des Hochrheins.

### Nachbarorte
Nachbarorte von Herten sind im Westen Wyhlen, im Nordwesten Rührberg (beide Gemeinde Grenzach-Wyhlen), im Nordosten Degerfelden sowie im Osten Warmbach (beide Gemeinde Rheinfelden). Südlich des Rheins befindet sich die Schweizer Einwohnergemeinde Kaiseraugst.

## Geologie
Die Gemarkung Hertens hat Anteil an der Schotterebene des Hochrheins und an der Muschelkalktafel des Dinkelbergs. Diese ist hier am Hirschenleck (und um Degerfelden) stärker herausgehoben als am übrigen Dinkelbergsüdrand. Deshalb erscheinen unter dem Muschelkalk noch Schichten des Buntsandsteins. Unter diesem treten etwa ab den Burgreben ostwärts sogar noch die bereits im Erdaltertum abgelagerten Sedimente des Rotliegenden zutage. Am Dinkelberghang über dem Dorf lässt sich die Schichtenfolge vom Buntsandstein über Unteren und Mittleren Muschelkalk bis zu den Bänken und Platten des Oberen Muschelkalks (einst in Steinbrüchen am Hertenberg beim Markhof ausgebeutet) nur schwer beobachten, da hier Hangschutt und Sackungsmassen den Hang verhüllen. Für letztere ist der rutschgefährdete Mittlere Muschelkalk verantwortlich.
An der westlichen Gemarkungsgrenze, nördlich vom Markhof verläuft in NS-Richtung ein in die Muschelkalkplatte eingesackter schmaler tektonischer Graben (Markhof-Graben), der im Relief nur wenig in Erscheinung tritt. In ihm haben sich Keupertone erhalten, die sonst auf der Gemarkung bereits der Abtragung anheimgefallen sind. Auf der benachbarten Grenzach-Wyhlener Gemarkung folgen weitere solche schmalen Keupergräben, die bei der Rheingrabenbildung entstanden, als zerrende Kräfte senkrecht zur Grabenachse wirksam waren. Im Bereich des Markhof-Grabens lag früher die Hofgruppe Volkertsberg, an die eine kleine Rodeinsel erinnert. Die nordöstlichste Gemarkungsgrenze erreicht gerade noch den sehr schmalen Rührberggraben.
Die Rheinebene weist auf der Gemarkung zwei Niveaus auf. Das höhere, das sich an den Dinkelbergfuß anschmiegt, ist das Aufschüttungsniveau der letzten Kaltzeit, die sogenannte Niederterrasse. Später hat der Rhein Schotter teilweise wieder ausgeräumt und so ein tieferes Feld, geschaffen. Der entsprechende Erosionsrand, ein früheres Rheinufer, ist im Gelände entlang der Römerstraße und der Augster Straße (und ihrer Radweg-Fortsetzung) zu verfolgen. Die Schottermassen sind im Ortsbereich um die 25 m mächtig. Nahe dem Hangfuß werden sie von Abschwemmmassen des Dinkelberghanges überdeckt. Am Rheinufer erscheint unter wenigen Metern Schotter ein Ufersaum von Buntsandstein.

## Geschichte

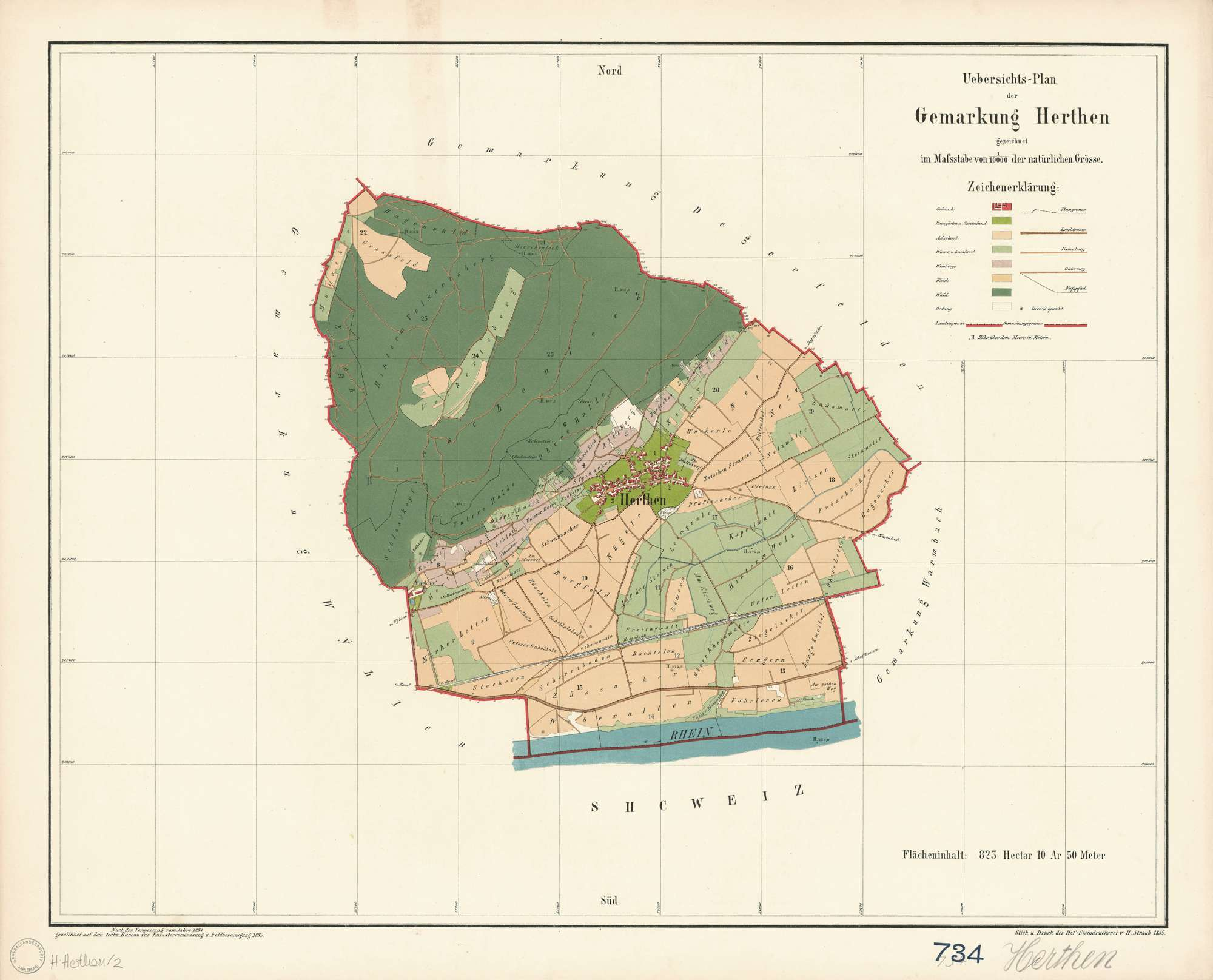
Karte von Herten 1884

Herten wurde erstmals am 17. Mai 807 als Harta und Hertum in einer Schenkungsurkunde des Klosters St. Gallen erwähnt. Durch archäologische Funde belegt ist die Besiedlung durch die Römer. Hertens Zugehörigkeit zur Grafschaft Rheinfelden geht wahrscheinlich auf das 11. Jahrhundert zurück. 1494 wurde der Ort habsburgisch. Der Dinghof von Herten diente als Gerichtsstätte der vorderösterreichischen Herrschaft. Im habsburgischen Vorderösterreich gehörte Herten zur Landschaft Rheintal in der Kameralherrschaft Rheinfelden. Diese Landschaft kam mit dem Oberamt Breisgau 1803 an das kurzlebige Herzogtum Modena-Breisgau, das dann 1806 an das Kurfürstentum Baden übergeben wurde. Kurz darauf wurde dieses Kurfürstentum durch das Großherzogtum Baden abgelöst. 1807 wurde die Landschaft Rheintal dem neu geschaffenen badischen Bezirksamt Beuggen zugeordnet, das aber schon 1810 aufgelöst wurde. Die Gemeinde Herten wurde dem Bezirksamt Lörrach zugewiesen.
Am 1. Oktober 1973 wurde Herten in die Stadt Rheinfelden (Baden) eingegliedert.
2007 wurde das Dorf Herten 1200 Jahre alt, ein Fest fand vom 12. bis zum 15. Juli 2007 statt. Anwesend war eine Besucherdelegation der gleichnamigen Stadt Herten in Nordrhein-Westfalen.

## Bevölkerung

### Einwohner
Die Zahl der Einwohner Hertens entwickelte sich wie folgt
| Jahr | Einwohner |
| ---- | --------- |
| 1852 | 750       |
| 1871 | 689       |
| 1880 | 703       |
| 1890 | 988       |
| 1900 | 1136      |
| 1910 | 1242      |
| 1925 | 1407      |

| Jahr | Einwohner |
| ---- | --------- |
| 1933 | 1657      |
| 1939 | 1891      |
| 1950 | 1954      |
| 1956 | 2000      |
| 1961 | 2171      |
| 1970 | 3087      |
| 2017 | 4990      |

### Religion
Die Zugehörigkeit zu den Religionsgemeinschaften verteilte sich in der Vergangenheit wie folgt:
| Religionszugehörigkeit in Weitenau | Religionszugehörigkeit in Weitenau | Religionszugehörigkeit in Weitenau | Religionszugehörigkeit in Weitenau |
| Jahr                               | Religion                           | Religion                           | Religion                           |
| ---------------------------------- | ---------------------------------- | ---------------------------------- | ---------------------------------- |
|                                    | evangelisch                        | katholisch                         | sonstige                           |
| 1858                               | 3,1 %                              | 96,1 %                             | 0,8 %                              |
| 1925                               | 3,8 %                              | 95,8 %                             | 0,4 %                              |
| 1950                               | 12,3 %                             | 86,7 %                             | 1,0 %                              |
| 1961                               | 11,2 %                             | 87,7 %                             | 1,0 %                              |
| 1970                               | 23,4 %                             | 76,5 %                             | 3,1 %                              |

## Politik

### Ortschaftsrat
Herten verfügt über eine eigene Ortsverwaltung. Ortsvorsteher ist seit 2023 Matthias Reiske.

### Wappen
Das Hertener Wappen zeigt auf blauem Grund ein goldenes Hexagramm und darin den österreichischen Bindenschild, der an die ehemalige Zugehörigkeit des Ortes zu Vorderösterreich erinnert. Dieses Wappen findet seit 1905 auf Vorschlag des Badischen Generallandesarchivs Verwendung.

## Kultur und Sehenswürdigkeiten

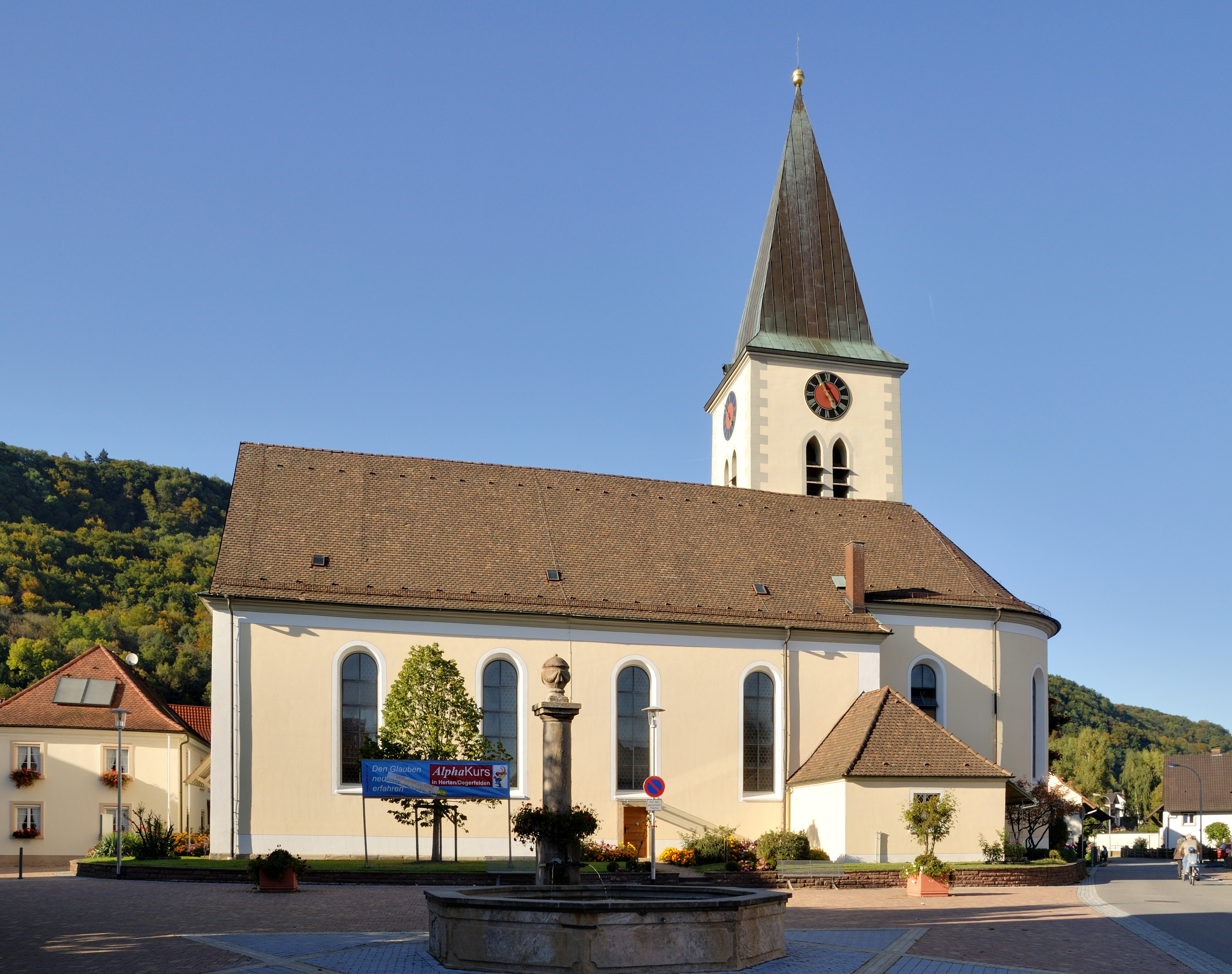
St. Urban in Herten

Die katholische Pfarrkirche St. Urban im Dorfkern wurde 1792 von Franz Anton Bagnato neu erbaut. Der Innenraum ist entsprechend jener Zeit mit Stuck verziert. Die Kanzel von Matthias Faller wurde 1765 im Rokoko-Stil geschaffen und 1795 aus der Freiburger Dominikanerkirche nach Herten gebracht. Eine weitere katholische Kirche St. Josef wurde 1928 im neobarocken Stil errichtet. In der Fassade am Hauptportal befindet sich eine Nische mit einer Madonnenstatue.
Die evangelische Petruskirche ist ein moderner Bau aus dem Jahr 1958/59.
In der Kapelle Maria Schnee am Hertener Friedhof hat der Freiburger Maler Dominik Weber 1887 einen Totentanz geschaffen, der dem Freiburger Totentanz von ca. 1790 nachempfunden ist. Die Erklärung dafür ist, dass er selbst 1856 mit der Restaurierung des Freiburger Totentanzes beauftragt war. Der Hertener Totentanz verläuft an Nord- und Südwand jeweils in zwei Friesen mit oben vier und darunter zwei Bildern; in den verbleibenden Freiflächen der beiden unteren Reihen hat der Künstler jeweils Gebete zum Totengedenken aufgemalt. Dargestellt sind die von Freiburg her bekannten Szenen: Kind, Knabe, Mädchen, Junger Mann, Junge Frau, Ehemann, Ehefrau, Adliger, Bettler, Geizhals, Priester, Bauer. Die Begleitverse stimmen beinahe wörtlich mit den Texten des Freiburger Totentanzes überein.
Oberhalb des Siedlungsgebietes befindet sich auf einem Bergsporn die Ruine Hertenberg aus dem 13. Jahrhundert und etwa 500 Meter westlich wurden Graben und Wall der abgegangenen Spornburg Hirschenleck entdeckt.
Der Eigenturm, ein 2006 errichteter Aussichtsturm, steht ca. 1 km nördlich von Herten auf dem 523 m hohen Hirzenleck, der höchsten Erhebung des Dinkelbergs in der Gemarkung Rheinfelden. Vom Turm aus hat man eine gute Fernsicht zur Schweizer Jurakette und zum Hotzenwald. Außerdem kann man von dort aus zu Fuß den Grabbestei erreichen, einen Felsvorsprung, von dem aus man einen guten Ausblick auf die Umgebung hat.

## Infrastruktur
Nordwestlich von Herten befindet sich der Hörfunksender Rührberg auf einem Ausläufer des Dinkelberges.

### Verkehr
Das Dorf ist über die Hochrheinbahn (Basel – Singen) mit dem überregionalen Schienennetz verbunden. Darüber hinaus verfügt es über eine Busverbindung. Sie gehört dem Regio Verkehrsverbund Lörrach an. Die Fähre Herten–Kaiseraugst überquert den Hochrhein an das Schweizer Ufer.
Die Bundesstraße 34 führt nach Bodman-Ludwigshafen und Grenzach-Wyhlen. Außerdem ist Herten über die L 139 mit Grenzach-Wyhlen und Rheinfelden-Degerfelden verbunden. Nächste Autobahnzufahrten sind die A 861 mit der Anschlussstelle Rheinfelden-Süd/Grenzach-Wyhlen über die B 34, die A 98 über die Anschlussstelle Lörrach-Ost sowie in der Schweiz A2 über die Anschlussstelle Basel-Ost/Wettstein.
Östlich des Ortes befindet sich der Flugplatz Herten-Rheinfelden (ICAO-Code EDTR) mit einer 730 Meter langen Graspiste. Er wird vor allem von Leichtflugzeugen angeflogen.

### Bildung
Herten besitzt eine Grundschule und besaß bis 2017 eine Hauptschule. Die Werkrealschule (Hauptschule) wurde 2011 der Schillerschule Rheinfelden zugeschlagen und 2017 geschlossen. Weiterführende Schulen befinden sich in Grenzach-Wyhlen und den umliegenden Städten Lörrach, Rheinfelden und Bad Säckingen. Herten besitzt außerdem einen katholischen und einen evangelischen Kindergarten. Dazu eine Schule und einen Kindergarten für Menschen mit geistiger Behinderung, beides Teile vom St. Josefshaus Herten.

## Persönlichkeiten
- Karl Rolfus (1819–1907), katholischer Priester und Geistlicher Rat
- Alfred Winkler (* 1946), ehemaliger Ortsvorsteher von Herten und Landtagsabgeordneter
- Sabine Hartmann-Müller (* 1962), Ortsvorsteherin von Herten und Abgeordnete des Baden-Württembergischen Landtags